# Pélage de Cordoue
Pour les articles homonymes, voir Saint Pélage et Pélage.
 (juin 2013).
Pélage (en espagnol Pelayo, en galicien Paio, né en 911 à Albeos, Crecente (Galice) et mort en martyr le 26 juin 925 à Cordoue (al-Andalus) est un jeune chrétien de 13 ans, martyrisé au cours de l'émirat d'Abd al-Rahman III sur l'ordre de celui-ci, et canonisé peu après par l’Église catholique comme exemple de la vertu de chasteté jusqu'à un degré héroïque. S. Pélage est fêté dans le calendrier grégorien le 26 juin.

## Biographie
Pélage est éduqué à Tui par son oncle, l’évêque de Tui, Hermogio. En 920, il accompagne ce dernier et la cour du roi de Léon en appui du royaume de Pampelune, lequel est attaqué par le calife Abd al-Rahman III. Après la déroute de la Bataille de Valdejunquera (es), l’oncle et le neveu sont capturés. Après trois ans de captivité, l’évêque est libéré mais Pélage demeure comme otage. Les chroniques disent qu'Abd al-Rahmán III exigea de lui des contacts sexuels, lui promettant richesses et honneurs s’il renonce à la foi chrétienne, se convertit et accède à ses avances, ce que le jeune Pélage se refuse catégoriquement, ce qui mène à sa condamnation à mort. Le jeune Pélage est alors martyrisé par écartèlement au moyen de tenailles de fer, puis dépecé et ses membres jetés dans le Guadalquivir le 26 juin 925.
Ses restes sont très vite recueillis par les chrétiens de Cordoue et inhumés au cimetière de Saint-Genès. Sa tête est amenée au cimetière de Saint-Cyprien. Il est immédiatement considéré comme martyr par sa foi et par sa pureté. En 967, les restes de saint Pélage sont déposés au monastère en Léon, fondé par le roi Don Sancho, et qui lui est dédié. Entre 984 et 999, ses reliques sont transportées à Oviedo et finalement déposées au monastère bénédictin de San Pelagio dans cette ville. Un de ses os de bras est vénéré au monastère bénédictin San Pelagio d’Anteatares, à Saint-Jacques-de-Compostelle.
Son hagiographie indique que, durant les quatre années qu’il passa à Cordoue comme otage, sans que la rançon ne soit payée par son oncle évêque, l'adolescent se fait remarquer par son intelligence et par sa foi, ne craignant pas de faire du prosélytisme, ce qui le fait dénoncer à Abd al-Rahmán III. Celui-ci lui intime l'ordre de se convertir à l’Islam, ce que le jeune Pélage rejette avec véhémence :
« Oui, je suis chrétien. Je l’ai été et le resterai, par la grâce de Dieu. Toutes tes richesses ne valent rien. Ne crois pas que pour ces choses si éphémères je vais renier le Christ, qui est mon Seigneur, et quoique toi tu ne l'aimes pas. »

## Vénération
Le martyre en défense de sa foi justifie sa canonisation. Aussitôt, il commence à être l’objet d’un culte. À partir du XIe siècle, alors que les royaumes chrétiens interviennent dans la politique intérieure des royaumes de taïfas, plusieurs restes de saints sont déplacés au nord et deviennent des reliques et c’est ce qui se passe avec ceux de saint Pélage : en premier lieu à León puis au Monastère de San Pelayo (Oviedo) (es) qui porte son nom.
La paroisse de San Pelayo de Olivares de Duero (Valladolid), possède un retable peint vers 1532 par Juan Soreda, et d'abord attribué à Topaz. Les premiers des cinquante et un panneaux, racontent la légende du saint.

## Flechas y Pelayos
Pelayos est le nom donné à l’organisation de jeunes requetés (carlistes), dont la section féminine était désignée sous le nom de las margaritas (les marguerites). En 1938, durant la guerre civile espagnole et après le décret d’unification, on appelle Flechas y Pelayos (Flèches et Pélages) la fusion des bulletins ou revues de jeunes de ces organismes, avec les semblables de Phalange espagnole, dont les membres se dénommaient flechas. La revue jeunesse Flechas y Pelayos (es) est une bande dessinée publiée entre 1938 et 1949. Les dénominations seront reprises par la Organisation juvénile espagnole (es) durant le franquisme. Le nom de Pélages ou Pelayos, qui évoque le saint enfant, est particulièrement approprié comme modèle proposé par cette organisation de jeunes de la Nouvelle Espagne ou Espagne impériale de l’époque du national-catholicisme. Son usage coïncide avec celui d’un autre modèle référant à Don Pelayo ou Pélage le Conquérant, décrit comme caudillo providentiel qui débute la Reconquista et comparé à Franco lui-même.

## Honneurs

### Toponymes
De nombreuses localités espagnoles ainsi qu’une commune colombienne porte le nom de San Pelayo en l’honneur de Pélage de Cordoue (Voir San Pelayo).

### Saint patron
Saint Pélage martyr est le saint patron de plusieurs localités espagnoles.
- Puentedey (es) (Burgos, Castille-et-León)
- Lobios (Ourense, Galice)
- Liegos (es)-(León, Castille-et-León)
- San Pelayo de Guareña (Salamanque, Castille-et-León)
- Villacarralón (Valladolid, Castille-et-León)
- Villafruela del Condado (León)
- Villanueva Matamala (Burgos)
- La Cueva - Castañeda (Cantabrie)
- Cicero (Cantabrie) (es) (Cantrabrie)
- Hazas de Soba (Cantabrie)
- Castro-Urdiales (Cantabrie)[5]
- Duález (Torrelavega) (Cantabrie)
- Zarautz (Guipuscoa, Pays basque)
- Truchillas (es) à Truchas (León, Castille-et-León)
- Arenillas de San Pelayo (es) à Buenavista de Valdavia (Palencia, Castille-et-León)
- Población de Arroyo (Palencia, Castille-et-León)
- Villamoronta (Palencia, Castille-et-León)
- Villalba de Rioja (La Rioja)
- Siete Iglesias de Trabancos (Valladolid, Castille-et-León)
- Cañizo de Campos (Zamora, Castille-et-León)
- Santa María del Condado (es) à Vegas del Condado (León, Castille-et-León)
- Escober de Tábara (es) (Zamora, Castille-et-León)
- Morales del Rey (Zamora, Castille-et-León)
- Valtuille de Abajo (es) à Villafranca del Bierzo (León, Castille-et-León)
- Quintanilla de Urz (Zamora, Castille-et-León)
- Villarrabé (Palencia, Castille-et-León)
- Carreira (Galice) (es) (La Corogne, Galice)
- Baños de Río Tobía (La Rioja)
- Villamuriel de Campos (Valladolid, Castille-et-León)
- Las Bodas (León, Castille-et-León)
- Piñel de Abajo (Valladolid, Castille-et-León)

De même qu’en Colombie :
- San Pelayo (Córdoba).

## Institutions et édifices
De nombreuses institutions et plusieurs édifices d’Espagne sont nommés d’après Saint Pélage (San Pelayo ou San Paio) :
- Séminaires :
  - Grand séminaire de San Pelayo, à Cordoue
  - Petit séminaire de San Pelayo, à Cordoue
  - Petit séminaire de San Pelayo, à Tui (Pontevedra, Galice)
- Monastères (plusieurs ayant été transformés en églises) :
  - Monastère de San Pelayo (Oviedo) (es) à Oviedo (Asturies)
  - Monastère de San Pelayo d'Abeleda à Abeleda (Ourense)
  - Monastère de San Pelayo d'Antealtares (es) à Saint-Jacques-de-Compostelle (La Corogne)
- Églises
  - Église San Pelayo à Olivares de Duero (Valladolid)